# Nekrolog Juni 2013
Nekrolog
◄◄
| ◄
| 2009
| 2010
| 2011
| 2012
| 2013 | 2014 | 2015 | 2016 | 2017 | ► | ►►
Januar |
Februar |
März |
April |
Mai |
Juni |
Juli |
August |
September |
Oktober |
November |
Dezember 2013
Weitere Ereignisse | Allgemeiner Nekrolog 2013
Die Beschreibung der verstorbenen Person sollte so kurz wie möglich gehalten sein und nur deren signifikante Tätigkeit(en) enthalten.
Neue Namen ggf. auch unter dem Geburts- und Sterbedatum, also etwa unter 1. Januar und im Geburts- und Sterbejahr (2024) eintragen (nur bei entsprechender großer Wichtigkeit). Für Beispiele siehe die schon vorhandenen Artikel.
Außerdem über die fünf zuletzt Verstorbenen, zu denen es einen ausreichend guten Artikel für eine Präsentation auf der Hauptseite gibt, nach der todesbedingten Überarbeitung der Artikel ggf. auch unter Wikipedia Diskussion:Hauptseite informieren und sie am besten auch in den anderen Wikipedia-Sprachversionen eintragen. Tipp: Regelmäßig bei news.google.de nach „ist tot“, „gestorben“ oder „verstorben“ suchen.
Wenn eine Person gestorben ist, gibt es viele Seiten zu dieser Person in der Wikipedia, die davon auch betroffen sind und entsprechend aktualisiert werden müssen. Beispiele: Namenübersichtsseite, Geburtsjahr, Geburtsort-Seiten und viele mehr.
Wie finde ich die betroffenen Seiten?
Im Suchfeld auf der linken Seite gibt man den Suchbegriff so ein: „Vorname Nachname“. Dann klickt man auf Volltext und alle Seiten mit entsprechendem Suchtext werden aufgerufen. Hier sieht man dann schnell, wo auch das Todesjahr Sinn macht oder sogar ein Teil des Artikels angepasst werden muss. Auch hilft das „Werkzeug“ auf der linken Seite sehr gut, um solche Seiten aufzufinden: „Links auf diese Seite“. Somit ist die Wikipedia wieder aktuell in allen Bereichen! Hinweis: bei Eintragung der Kategorie „Gestorben JAHR“ wird der Missbrauchsfilter 49 ausgelöst, was jedoch nicht schlimm ist. Siehe: Spezial:Missbrauchsfilter/49
Dies ist eine Liste von im Juni 2013 verstorbenen bekannten Persönlichkeiten. Die Einträge erfolgen innerhalb der einzelnen Daten alphabetisch sortiert. Tiere sind im Nekrolog für Tiere zu finden.

## Juni
| Tag      | Name                                     | Beruf, bekannt als                                                             | Alter | Beleg        |
| -------- | ---------------------------------------- | ------------------------------------------------------------------------------ | ----- | ------------ |
| 1. Juni  | Christopher Bates                        | US-amerikanischer Filmproduzent                                                | 44    |              |
| 1. Juni  | Oliver Bernard                           | britischer Dichter und Übersetzer                                              | 87    |              |
| 1. Juni  | William Cartwright                       | US-amerikanischer Filmeditor und Filmproduzent                                 | 92    |              |
| 1. Juni  | Miel Cools                               | belgischer Sänger und Musiker                                                  | 78    |              |
| 1. Juni  | Jean Costa                               | französischer Organist                                                         | 88    |              |
| 1. Juni  | Franz Danimann                           | österreichischer Widerstandskämpfer gegen den Nationalsozialismus              | 93    |              |
| 1. Juni  | Carl Elsener senior                      | Schweizer Unternehmer                                                          | 90    |              |
| 1. Juni  | Jelena Genčić                            | jugoslawische Handball- und Tennisspielerin                                    | 76    |              |
| 1. Juni  | Mott Green                               | US-amerikanischer Chocolatier und Unternehmer                                  | 47    |              |
| 1. Juni  | Bill Gunston                             | britischer Historiker                                                          | 86    |              |
| 1. Juni  | Walther Hofer                            | Schweizer Historiker und Politiker                                             | 92    |              |
| 1. Juni  | Huang Luxin                              | chinesischer Landschafts- und Stadtplaner                                      | 48    |              |
| 1. Juni  | Norbert Huse                             | deutscher Kunsthistoriker                                                      | 71    |              |
| 1. Juni  | Katrine von Hutten                       | deutsche Schriftstellerin und Übersetzerin                                     | 69    |              |
| 1. Juni  | Atle Kittang                             | norwegischer Literaturwissenschaftler und -kritiker                            | 92    |              |
| 1. Juni  | Ferdl Kerber                             | deutscher Volksmusiker                                                         | 76    |              |
| 1. Juni  | Hanfried Lenz                            | deutscher Mathematiker                                                         | 97    |              |
| 1. Juni  | Manfred Montada                          | deutscher Verbandsfunktionär                                                   | 77    |              |
| 1. Juni  | Heinz Nienhaus                           | deutscher Ingenieur und Historiker                                             | 75    |              |
| 1. Juni  | Paul Olefsky                             | US-amerikanischer Cellist                                                      | 87    |              |
| 1. Juni  | Patricia Parry                           | französische Autorin                                                           | 55    |              |
| 1. Juni  | Bernard Schreier                         | österreichisch-britischer Unternehmer                                          | 95    |              |
| 1. Juni  | Karl-Heinz Weinbrenner                   | deutscher Unternehmer                                                          | 71    |              |
| 1. Juni  | Giuliano Zincone                         | italienischer Journalist und Schriftsteller                                    | 73    |              |
| 1. Juni  | Carla Zuppetti                           | italienische Diplomatin                                                        | 58    |              |
| 2. Juni  | Marianne Sydow                           | deutsche Science-Fiction-Autorin                                               | 68    |              |
| 2. Juni  | Mario Bernardi                           | kanadischer Dirigent und Pianist                                               | 82    |              |
| 2. Juni  | Chen Xitong                              | chinesischer Politiker                                                         | 82    | [ 1 ]        |
| 2. Juni  | Ion Costea                               | rumänischer Fußballspieler und -trainer                                        | 101   |              |
| 2. Juni  | Andrew Doughty                           | britischer Anästhesist                                                         | 96    |              |
| 2. Juni  | Karl Flanner                             | österreichischer Historiker                                                    | 92    |              |
| 2. Juni  | Marco Frascari                           | italienischer Architekt und Autor                                              | 68    |              |
| 2. Juni  | John Gilbert, Baron Gilbert              | britischer Politiker                                                           | 86    |              |
| 2. Juni  | Jean-Louis Jaubert                       | französischer Sänger und Musiker                                               | 92    |              |
| 2. Juni  | Nick Keir                                | schottischer Musiker                                                           | 60    |              |
| 2. Juni  | James Kelleher                           | kanadischer Politiker                                                          | 82    |              |
| 2. Juni  | Mihály Morell                            | ungarischer Filmeditor und Künstler                                            | 101   |              |
| 2. Juni  | Rob Morsberger                           | US-amerikanischer Sänger und Songwriter                                        | 53    |              |
| 2. Juni  | Ingeborg Pilgram-Brückner                | deutsche Journalistin und Schriftstellerin                                     | 88    |              |
| 2. Juni  | Helmut Schmezko                          | deutscher Politiker                                                            | 73    |              |
| 2. Juni  | Ron Smith                                | US-amerikanischer American-Football-Spieler                                    | 70    |              |
| 2. Juni  | Marc van Uchelen                         | niederländischer Regisseur und Schauspieler                                    | 42    |              |
| 2. Juni  | Graham Walker                            | britischer Komiker                                                             | 68    |              |
| 2. Juni  | Virginia Waring                          | US-amerikanische Pianistin                                                     | 97    |              |
| 2. Juni  | Hubert Wiedfeld                          | deutscher Schriftsteller und Hörspielautor                                     | 75    | [ 2 ]        |
| 2. Juni  | Mandawuy Yunupingu                       | australischer Musiker                                                          | 56    |              |
| 3. Juni  | Yves Bertrand                            | französischer Geheimdienstler                                                  | 69    |              |
| 3. Juni  | Paul Breitmann                           | deutscher Fußballspieler                                                       | 89    |              |
| 3. Juni  | Will D. Campbell                         | US-amerikanischer Bürgerrechtler                                               | 88    |              |
| 3. Juni  | Atul Chitnis                             | indischer IT-Spezialist                                                        | 51    |              |
| 3. Juni  | Józef Czyrek                             | polnischer Politiker                                                           | 84    |              |
| 3. Juni  | Arnold Eidus                             | US-amerikanischer Violinist                                                    | 90    |              |
| 3. Juni  | Rainer Herberger                         | deutscher Musikpädagoge                                                        | 73    |              |
| 3. Juni  | Edward Hotaling                          | US-amerikanischer Reporter                                                     | 75    |              |
| 3. Juni  | Deacon Jones                             | US-amerikanischer American-Football-Spieler                                    | 74    |              |
| 3. Juni  | Helge Jung                               | deutscher Musiker und Komponist                                                | 70    |              |
| 3. Juni  | Lilo Kantorowicz Glick                   | US-amerikanische Musikerin                                                     | 98    |              |
| 3. Juni  | Jiah Khan                                | indische Schauspielerin                                                        | 25    |              |
| 3. Juni  | Frank Lautenberg                         | US-amerikanischer Politiker                                                    | 89    |              |
| 3. Juni  | Enrique Lizalde                          | mexikanischer Schauspieler                                                     | 76    |              |
| 3. Juni  | Paul L. Mendy                            | gambischer Politiker                                                           | 54    |              |
| 3. Juni  | Günter Meuter                            | deutscher Künstler                                                             | 62    | [ 3 ]        |
| 3. Juni  | Josef Pokštefl                           | tschechischer Jurist, Historiker und Publizist                                 | 86    |              |
| 3. Juni  | Peter Stripp                             | deutscher Schriftsteller, Drehbuchautor und Regisseur                          | 78    |              |
| 3. Juni  | Johannes Zeschick                        | deutscher Abt                                                                  | 81    |              |
| 4. Juni  | Günter Erbach                            | deutscher Sportfunktionär                                                      | 85    |              |
| 4. Juni  | Willi Krauß                              | deutscher Konteradmiral                                                        | 77    |              |
| 4. Juni  | Walt Arfons                              | US-amerikanischer Automobilkonstrukteur und Tüftler                            | 96    |              |
| 4. Juni  | Martin Arnold                            | US-amerikanischer Journalist                                                   | 84    |              |
| 4. Juni  | Auguste Cazalet                          | französischer Politiker                                                        | 74    |              |
| 4. Juni  | Joey Covington                           | US-amerikanischer Schlagzeuger                                                 | 67    |              |
| 4. Juni  | Frank Dahrendorf                         | deutscher Politiker                                                            | 79    |              |
| 4. Juni  | António D’Oliveira Pinto da França       | portugiesischer Diplomat und Autor                                             | 77    |              |
| 4. Juni  | Dorin Giurgiuca                          | rumänischer Tischtennisspieler                                                 | 68    |              |
| 4. Juni  | Ibrahim González                         | US-amerikanischer Musiker und Rundfunkmoderator                                | 57    |              |
| 4. Juni  | Patrick Nairne                           | britischer Ministerialrat, Kronratsmitglied und Universitätsleiter             | 91    |              |
| 4. Juni  | Gaston Puel                              | französischer Dichter                                                          | 89    |              |
| 4. Juni  | Ben Tucker                               | US-amerikanischer Jazz-Bassist                                                 | 82    | [ 4 ]        |
| 5. Juni  | Werner Andler                            | deutscher Kinderarzt                                                           | 68    |              |
| 5. Juni  | Paul Barz                                | deutscher Schriftsteller und Journalist                                        | 69    |              |
| 5. Juni  | Don Bowman                               | US-amerikanischer Country-Musiker                                              | 75    |              |
| 5. Juni  | Karl Boesing                             | deutscher Amtstierarzt und Verbandsfunktionär                                  | 83    |              |
| 5. Juni  | Vivienne Chandler                        | britische Schauspielerin und Fotografin                                        | 65    |              |
| 5. Juni  | Stefan Cieślak                           | polnischer Fotograf                                                            | 93    |              |
| 5. Juni  | Daniel Eicher                            | Schweizer Unternehmer                                                          | 56    |              |
| 5. Juni  | Wolf Häfele                              | deutscher Kernphysiker                                                         | 86    |              |
| 5. Juni  | Hubert Henkel                            | deutscher Musikwissenschaftler                                                 | 76    |              |
| 5. Juni  | Carlos Hoffmann                          | chilenischer Fußballspieler                                                    | 77    |              |
| 5. Juni  | Takkō Ishimori                           | japanischer Schauspieler und Synchronsprecher                                  | 81    |              |
| 5. Juni  | Nikola Ivanišin                          | jugoslawischer bzw. kroatischer Literaturwissenschaftler                       | 89    |              |
| 5. Juni  | Franz Kelch                              | deutscher Sänger                                                               | 97    |              |
| 5. Juni  | Hermann Lotter                           | deutscher Schwimmer                                                            | 73    |              |
| 5. Juni  | Scarlet Moon                             | brasilianische Journalistin und Schauspielerin                                 | 62    |              |
| 5. Juni  | Richard Müller                           | Schweizer Journalist                                                           | 81    |              |
| 5. Juni  | Stanisław Nagy                           | polnischer Kardinal                                                            | 91    |              |
| 5. Juni  | Ruairí Ó Brádaigh                        | irischer Paramilitär und Politiker                                             | 80    |              |
| 5. Juni  | David Rogers                             | US-amerikanischer Theaterautor                                                 | 85    |              |
| 5. Juni  | David Schwartz                           | US-amerikanischer Geiger                                                       | 96    |              |
| 5. Juni  | Sigfús J. Johnsen                        | isländischer Geophysiker                                                       | 73    |              |
| 5. Juni  | Dietrich Ungerer                         | deutscher Sport- und Sicherheitswissenschaftler                                | 80    |              |
| 5. Juni  | Manfred Weinmann                         | deutscher Politiker                                                            | 78    |              |
| 5. Juni  | Katherine Woodville                      | US-amerikanische Schauspielerin                                                | 75    |              |
| 6. Juni  | Heinz Bach                               | deutscher Pädagoge                                                             | 90    |              |
| 6. Juni  | Erling Blöndal Bengtsson                 | dänischer Cellist                                                              | 81    | [ 5 ]        |
| 6. Juni  | Felix Gaerte                             | deutscher Diplomat                                                             | 95    | [ 6 ]        |
| 6. Juni  | Jerome Karle                             | US-amerikanischer Chemiker                                                     | 94    |              |
| 6. Juni  | Dim Kesber                               | niederländischer Jazz-Musiker                                                  | 83    |              |
| 6. Juni  | Otto Krisement                           | deutscher Physiker                                                             | 92    |              |
| 6. Juni  | Elaine Laron                             | US-amerikanische Songwriterin                                                  | 83    |              |
| 6. Juni  | Eugen Merzbacher                         | US-amerikanischer Physiker                                                     | 92    | [ 7 ]        |
| 6. Juni  | Rudolf Mondelaers                        | deutsch-belgischer Ökonom                                                      | ~74   |              |
| 6. Juni  | Alfons Sarrach                           | deutscher Schriftsteller und Publizist                                         | 86    |              |
| 6. Juni  | Tom Sharpe                               | britischer Schriftsteller                                                      | 85    |              |
| 6. Juni  | Maxine Stuart                            | US-amerikanische Schauspielerin                                                | 94    |              |
| 6. Juni  | Malcolm Todd                             | britischer Historiker und Archäologe                                           | 73    |              |
| 6. Juni  | Annabel Tollman                          | belgisch-US-amerikanische Stylistin                                            | 39    |              |
| 6. Juni  | Esther Williams                          | US-amerikanische Schwimmerin und Schauspielerin                                | 91    |              |
| 6. Juni  | Bert Wilson                              | US-amerikanischer Jazzmusiker                                                  | 73    | [ 8 ]        |
| 7. Juni  | Klaus Basdorf                            | deutscher Badmintonspieler                                                     | 69    |              |
| 7. Juni  | Mirosław Car                             | polnischer Fußballspieler                                                      | 52    |              |
| 7. Juni  | Charlie Coles                            | US-amerikanischer Basketballtrainer                                            | 71    |              |
| 7. Juni  | Max Daunderer                            | deutscher Mediziner                                                            | 69    |              |
| 7. Juni  | Donna Hartley                            | britische Leichtathletin                                                       | 58    |              |
| 7. Juni  | Arthur Hay, 15. Earl of Kinnoull         | britischer Peer und Politiker                                                  | 78    |              |
| 7. Juni  | Käte Henninger                           | deutsche Frauenrechtlerin                                                      | 97    |              |
| 7. Juni  | Richard Law, 8. Baron Ellenborough       | britischer Peer und Politiker                                                  | 87    |              |
| 7. Juni  | Siegfried W. Lunau                       | deutscher Bildhauer                                                            | 68    |              |
| 7. Juni  | David Lyon                               | britischer Schauspieler                                                        | 72    |              |
| 7. Juni  | Pierre Mauroy                            | französischer Politiker                                                        | 84    |              |
| 7. Juni  | Richard Ramírez                          | US-amerikanischer Serienmörder                                                 | 53    |              |
| 7. Juni  | Konrad Redeker                           | deutscher Jurist und Rechtswissenschaftler                                     | 89    |              |
| 7. Juni  | Malu Rocha                               | brasilianische Schauspielerin                                                  | 65    |              |
| 7. Juni  | Joseph Michael Sullivan                  | US-amerikanischer Bischof                                                      | 83    |              |
| 7. Juni  | Leo Wallner                              | österreichischer Pater                                                         | 82    |              |
| 8. Juni  | Don Barton                               | US-amerikanischer Filmregisseur und -produzent                                 | 84    |              |
| 8. Juni  | Paul Cellucci                            | US-amerikanischer Politiker                                                    | 65    |              |
| 8. Juni  | Pius Condrau                             | Schweizer Verleger                                                             | 88    |              |
| 8. Juni  | Harold Cromer                            | US-amerikanischer Stepptänzer                                                  | 92    |              |
| 8. Juni  | Niels Diffrient                          | US-amerikanischer Industriedesigner                                            | 84    |              |
| 8. Juni  | Hans Dieter Haller                       | deutscher Ingenieur                                                            | 75    | (PDF; 26 kB) |
| 8. Juni  | Charles M. Hudson                        | US-amerikanischer Anthropologe                                                 |       |              |
| 8. Juni  | Yoram Kaniuk                             | israelischer Schriftsteller                                                    | 83    |              |
| 8. Juni  | Angus MacKay                             | britischer Schauspieler                                                        | 86    |              |
| 8. Juni  | Regine Schindler                         | Schweizer Germanistin und Schriftstellerin                                     | 78    |              |
| 8. Juni  | Hans-Jürgen Schnipper                    | deutscher Politiker                                                            | 73    |              |
| 8. Juni  | Willi Sitte                              | deutscher Maler und Grafiker                                                   | 92    |              |
| 8. Juni  | Arturo Vega                              | US-amerikanischer Grafikdesigner                                               | 65    |              |
| 9. Juni  | Anna Held Audette                        | US-amerikanische Malerin und Fotografin                                        | ?     |              |
| 9. Juni  | Iain Banks                               | schottischer Schriftsteller                                                    | 59    |              |
| 9. Juni  | Bruno Bartoletti                         | italienischer Dirigent                                                         | 86    |              |
| 9. Juni  | Martin Bernal                            | britischer Sinologe, Historiker und Politikwissenschaftler                     | 76    |              |
| 9. Juni  | Darondo                                  | US-amerikanischer Soulsänger                                                   | 66    |              |
| 9. Juni  | Ward Goodenough                          | US-amerikanischer Anthropologe                                                 | 94    |              |
| 9. Juni  | Austin Goodrich                          | US-amerikanischer Geheimdienstler                                              | 87    |              |
| 9. Juni  | Franz Halberg                            | US-amerikanischer Biologe                                                      | 93    |              |
| 9. Juni  | Walter Jens                              | deutscher Altphilologe und Schriftsteller                                      | 90    |              |
| 9. Juni  | Peter Koene                              | niederländischer Liedermacher und Sänger                                       | 65    |              |
| 9. Juni  | Harry Lewis                              | US-amerikanischer Schauspieler                                                 | 93    |              |
| 9. Juni  | Murray McNabb                            | neuseeländischer Musiker und Komponist                                         | 66    |              |
| 9. Juni  | Christa Moering                          | deutsche Malerin und Galeristin                                                | 96    |              |
| 9. Juni  | Jürgen Nachtmann                         | deutscher Fußballspieler                                                       | 58    |              |
| 9. Juni  | Rudolf Pöder                             | österreichischer Politiker und Gewerkschafter                                  | 88    |              |
| 9. Juni  | Elías Querejeta                          | spanischer Filmproduzent                                                       | 78    | [ 9 ]        |
| 9. Juni  | Zdeněk Rotrekl                           | tschechischer Dichter und Literaturhistoriker                                  | 92    |              |
| 9. Juni  | Helga Sasse                              | deutsche Schauspielerin und Synchronsprecherin                                 | 71    |              |
| 9. Juni  | Lino Silvino                             | italienischer Politiker                                                        | 66    |              |
| 9. Juni  | Edward Stevens                           | US-amerikanischer Ruderer und Marineoffizier                                   | 80    |              |
| 9. Juni  | Félix Tiemtarboum                        | burkinischer Militär, Politiker und Fußballfunktionär                          | 77    |              |
| 10. Juni | Doug Bailey                              | US-amerikanischer Politikberater                                               | 79    |              |
| 10. Juni | Jacques Bialski                          | französischer Politiker                                                        | 83    |              |
| 10. Juni | Roger Bigley                             | britischer Musiker                                                             | 69    |              |
| 10. Juni | Valentin de Vargas                       | US-amerikanischer Schauspieler                                                 | 78    |              |
| 10. Juni | Ralph Graves                             | US-amerikanischer Autor und Herausgeber                                        | 88    |              |
| 10. Juni | Hans Groenewegen                         | niederländischer Schriftsteller                                                | 57    |              |
| 10. Juni | Franz Handlos                            | deutscher Politiker                                                            | 73    |              |
| 10. Juni | Detlef Hoffmann                          | deutscher Kunsthistoriker                                                      | 72    |              |
| 10. Juni | Petrus Kastenman                         | schwedischer Vielseitigkeitsreiter und -trainer                                | 88    |              |
| 10. Juni | Walter-Dieter Kock                       | deutscher Politiker                                                            | 87    |              |
| 10. Juni | Louis M’Fédé                             | kamerunischer Fußballspieler                                                   | 52    |              |
| 10. Juni | Magnus Kristensson                       | schwedischer Musiker                                                           | 38    |              |
| 10. Juni | Gianni Manera                            | italienischer Filmregisseur                                                    | 73    |              |
| 10. Juni | Mario Mena                               | bolivianischer Fußballspieler                                                  | 86    |              |
| 10. Juni | Enrique Orizaola                         | spanischer Fußballspieler und -trainer                                         | 91    |              |
| 10. Juni | Kiril Nikola Popovski                    | makedonischer Bischof                                                          | 79    |              |
| 10. Juni | Rena Price                               | US-amerikanische Hausfrau                                                      | 97    |              |
| 10. Juni | Giuliano Romano                          | italienischer Astrophysiker                                                    | 90    |              |
| 10. Juni | Kees Rood                                | niederländischer Dichter                                                       | 88    |              |
| 10. Juni | Hans K. Schulze                          | deutscher Historiker                                                           | 80    |              |
| 10. Juni | Jörg Stodthoff                           | deutscher Organist                                                             | 53    |              |
| 10. Juni | Barbara Vucanovich                       | US-amerikanische Politikerin                                                   | 91    |              |
| 11. Juni | Teresita Barajuen                        | spanische Ordensschwester                                                      | 105   |              |
| 11. Juni | Miller Barber                            | US-amerikanischer Golfer                                                       | 82    |              |
| 11. Juni | Henry Cecil                              | britischer Galoppsport-Trainer                                                 | 70    |              |
| 11. Juni | Babi Floyd                               | US-amerikanischer Sänger                                                       | 59    |              |
| 11. Juni | Robert Fogel                             | US-amerikanischer Ökonom und Wirtschaftshistoriker                             | 86    |              |
| 11. Juni | Marino Fontana                           | italienischerRadrennfahrer                                                     | 77    |              |
| 11. Juni | Jacob Gorender                           | brasilianischer Historiker                                                     | 90    |              |
| 11. Juni | Viktor Heinz                             | deutscher Germanist und Schriftsteller                                         | 75    |              |
| 11. Juni | Reinhard Kolb                            | deutscher Architekt                                                            | 84    |              |
| 11. Juni | Joan Kalisch Kraber                      | US-amerikanische Geigerin                                                      | ≈72   |              |
| 11. Juni | Olavio López Duque                       | kolumbianischer Bischof                                                        | 81    |              |
| 11. Juni | Dietrich Mahlow                          | deutscher Kunsthistoriker                                                      | 92    | [ 10 ]       |
| 11. Juni | Rory Morrison                            | britischer Radiomoderator                                                      | 48    |              |
| 11. Juni | Benedict Elide Odiase                    | nigerianischer Komponist                                                       |       |              |
| 11. Juni | Kristiāns Pelšs                          | lettischer Eishockeyspieler                                                    | 20    |              |
| 11. Juni | Stephen Porter                           | US-amerikanischer Theaterregisseur                                             | 87    |              |
| 11. Juni | Sigram Sauer                             | deutsche Ordensschwester                                                       | 96    |              |
| 11. Juni | Vidya Charan Shukla                      | indischer Politiker                                                            | 83    |              |
| 11. Juni | Johnny Smith                             | US-amerikanischer Gitarrist                                                    | 90    |              |
| 11. Juni | Robert Weisz                             | ungarisch-kanadischer Pianist und Musikpädagoge                                | 87    |              |
| 12. Juni | Laslo Babits                             | kanadischer Leichtathlet                                                       | 55    |              |
| 12. Juni | Leonid Boldin                            | sowjetischer bzw. russischer Opernsänger und Hochschullehrer                   | 82    |              |
| 12. Juni | Ralf Brechmann                           | deutscher Geschäftsführer                                                      | 48    | [ 11 ]       |
| 12. Juni | Yvonne de Bruyn                          | finnische Schönheitskönigin                                                    | 79    |              |
| 12. Juni | Alfred Diel                              | deutscher Schachfunktionär und -autor                                          | 89    | [ 12 ]       |
| 12. Juni | Giuseppe Giangrande                      | italienischer Altphilologe                                                     | 86    |              |
| 12. Juni | Anna Gonda                               | ungarische Opernsängerin und Gesangspädagogin                                  | 66    |              |
| 12. Juni | Vladimir Jevtović                        | jugoslawischer bzw. serbischer Schauspieler und Hochschullehrer                | 66    |              |
| 12. Juni | Andreas Kilingaridis                     | griechischer Kanute                                                            | 36    |              |
| 12. Juni | Jiroemon Kimura                          | japanischer Altersrekordler                                                    | 116   |              |
| 12. Juni | Jason Leffler                            | US-amerikanischer Automobilrennfahrer                                          | 37    |              |
| 12. Juni | José de Lima                             | brasilianischer Bischof                                                        | 89    |              |
| 12. Juni | Ethel Marshall                           | US-amerikanische Badmintonspielerin                                            | 89    |              |
| 12. Juni | Gerhard Monreal                          | deutscher Tiermediziner                                                        | 85    | (PDF; 12 kB) |
| 12. Juni | Giancarlo Nicotra                        | italienischer Schauspieler und Regisseur                                       | 69    |              |
| 12. Juni | Camillo Öhlberger                        | österreichischer Fagottist und Autor                                           | 92    |              |
| 12. Juni | Pa Fatai Olayiwola Olagunju              | nigerianischer Musiker                                                         | 85    |              |
| 12. Juni | Roman Rutowski                           | polnischer Mediziner                                                           | 66    |              |
| 12. Juni | Holger Senne                             | deutscher Jurist und Hochschullehrer                                           | 60    |              |
| 12. Juni | Charles Spielberger                      | klinischer Psychologe                                                          | 86    |              |
| 12. Juni | Robert Spielvogel                        | US-amerikanischer Kameramann, Filmregisseur und Dokumentarfilmer               | 101   |              |
| 12. Juni | Gavin Taylor                             | britischer Regisseur                                                           | 72    |              |
| 12. Juni | Hans Wagener                             | deutscher Germanist                                                            | 72    |              |
| 12. Juni | Scott Winkler                            | norwegischer Eishockeyspieler                                                  | 23    |              |
| 13. Juni | Mohammed al-Khilaiwi                     | saudi-arabischer Fußballspieler                                                | 41    |              |
| 13. Juni | René Domingo                             | französischer Fußballspieler                                                   | 84    |              |
| 13. Juni | Manfred Kroke                            | deutscher Fußballtorwart                                                       | 71    |              |
| 13. Juni | Ursula Leemann                           | Schweizer Politikerin                                                          | 76    |              |
| 13. Juni | Sam Most                                 | US-amerikanischer Jazzflötist                                                  | 82    |              |
| 13. Juni | Xosé Manuel Olveira                      | spanischer Schauspieler                                                        | 58    |              |
| 13. Juni | Edmund D. Pellegrino                     | US-amerikanischer Mediziner und Bioethiker                                     | 92    |              |
| 13. Juni | Hanns A. Pielenz                         | deutscher Unternehmer                                                          | 73    |              |
| 13. Juni | Kurt W. Schönherr                        | deutscher Volkswirt und Pädagoge                                               | 81    |              |
| 13. Juni | Tauno Suojärvi                           | finnischer Jazz-Bassist                                                        | 84    |              |
| 13. Juni | Armin Turk                               | deutscher Maler                                                                | 69    |              |
| 13. Juni | Kenji Utsumi                             | japanischer Schauspieler und Synchronsprecher                                  | 75    |              |
| 14. Juni | Ethem Sarısülük                          | türkisches Gewaltopfer                                                         | ≈27   |              |
| 14. Juni | Furioso                                  | österreichischer Künstler                                                      | 51    |              |
| 14. Juni | Hugh Maguire                             | britischer Violinist                                                           | 86    |              |
| 14. Juni | Gene Mako                                | US-amerikanischer Tennisspieler                                                | 97    |              |
| 14. Juni | Werner Nocht                             | deutscher Fußballspieler                                                       | 82    |              |
| 14. Juni | Doris Odendahl                           | deutsche Politikerin                                                           | 79    |              |
| 14. Juni | Joe „Jazzy Joe“ Pereira                  | indischer Jazz-Saxophonist                                                     | ~85   |              |
| 14. Juni | Norbert Schwontkowski                    | deutscher Maler                                                                | 64    |              |
| 14. Juni | Tom Tall                                 | US-amerikanischer Country-Musiker                                              | 75    |              |
| 14. Juni | Olwen Wymark                             | US-amerikanische Dramatikerin                                                  | 81    |              |
| 15. Juni | Hartmut H. Boehmer                       | deutscher Politiker                                                            | 72    |              |
| 15. Juni | Robert Deschaux                          | französischer Romanist und Mediävist                                           | 89    |              |
| 15. Juni | Walter Dörr                              | deutscher Elektroingenieur, Hochschullehrer und Kommunalpolitiker              | 87    |              |
| 15. Juni | Heinz Flohe                              | deutscher Fußballspieler                                                       | 65    |              |
| 15. Juni | Edgar Gilbert                            | US-amerikanischer Mathematiker                                                 | 89    |              |
| 15. Juni | José Froilán González                    | argentinischer Autorennfahrer                                                  | 90    |              |
| 15. Juni | Mikki Jamison                            | US-amerikanische Schauspielerin                                                | 68    |              |
| 15. Juni | Doreen Lawrence                          | britische Schauspielerin                                                       | 93    |              |
| 15. Juni | Jelena Iwaschtschenko                    | russische Judoka                                                               | 28    |              |
| 15. Juni | Roger LaVern                             | britischer Musiker                                                             | 75    |              |
| 15. Juni | Manivannan                               | indischer Schauspieler und Filmregisseur                                       | 58    |              |
| 15. Juni | Evaristo Márquez                         | kolumbianischer Hirte und Schauspieler                                         | 73    |              |
| 15. Juni | Seth Siegelaub                           | US-amerikanischer Kunsthändler, Kurator, Autor und Textil-Wissenschaftler      | 72    |              |
| 15. Juni | Paul Soros                               | US-amerikanischer Unternehmer                                                  | 87    |              |
| 15. Juni | Kenneth Wilson                           | US-amerikanischer Physiker                                                     | 77    |              |
| 16. Juni | Christian Betow                          | deutscher Mediziner                                                            | 94    | (PDF; 11 kB) |
| 16. Juni | Johannes Eschen                          | deutscher Musiktherapeut und Hochschullehrer                                   | 85    |              |
| 16. Juni | Sam Farber                               | US-amerikanischer Unternehmer                                                  | 88    |              |
| 16. Juni | James Gibb                               | britischer Pianist                                                             | 95    |              |
| 16. Juni | Hans Hass                                | österreichischer Zoologe und Meeresforscher                                    | 94    |              |
| 16. Juni | Spyros Iakovidis                         | griechischer Archäologe                                                        | 90    |              |
| 16. Juni | Gerhard Kortum                           | deutscher Geograph und Meereskundler                                           | 72    |              |
| 16. Juni | Josip Kuže                               | jugoslawischer Fußballspieler und -trainer                                     | 60    |              |
| 16. Juni | Tomàs Mallol                             | spanischer Dokumentarfilmer und Filmkünstler                                   | 89    |              |
| 16. Juni | James Massey                             | US-amerikanischer Informationstheoretiker und Kryptologe                       | 79    |              |
| 16. Juni | Gottfried Mehlhorn                       | deutscher Schauspieler                                                         | 80    |              |
| 16. Juni | Bob Meistrell                            | US-amerikanischer Erfinder und Unternehmer                                     | 84    |              |
| 16. Juni | Maurice Nadeau                           | französischer Schriftsteller, Literaturkritiker, Herausgeber und Verleger      | 102   |              |
| 16. Juni | Emil Rabe                                | deutscher Musiklehrer und Komponist                                            | 92    |              |
| 16. Juni | Bernard Sahlins                          | US-amerikanischer Komiker und Theaterproduzent                                 | 90    |              |
| 16. Juni | Donald M. Schurman                       | kanadischer Historiker                                                         | 88    |              |
| 16. Juni | Dieter Stegemann                         | deutscher Ingenieur                                                            | 80    |              |
| 16. Juni | Ottmar Walter                            | deutscher Fußballspieler                                                       | 89    |              |
| 16. Juni | Thomas Züfle                             | deutscher Polizeipräsident                                                     | 57    |              |
| 17. Juni | Michael Baigent                          | britisch-neuseeländischer Autor                                                | 65    |              |
| 17. Juni | Hans Joachim Berbig                      | deutscher Lehrer                                                               | 77    |              |
| 17. Juni | Gordon Bricken                           | US-amerikanischer Politiker und Sachbuchautor                                  | 76    |              |
| 17. Juni | Carmen Carrozza                          | US-amerikanischer Musiker                                                      | 91    |              |
| 17. Juni | Jim Goddard                              | britischer Regisseur                                                           | 77    |              |
| 17. Juni | Karl Maria Harrer                        | deutscher Geistlicher und Schriftsteller                                       | 86    |              |
| 17. Juni | Erwin Haslhofer                          | österreichischer Handwerker, Chemiearbeiter, Betriebsrat und Kommunalpolitiker | 85    |              |
| 17. Juni | James Holshouser                         | US-amerikanischer Politiker                                                    | 78    | [ 13 ]       |
| 17. Juni | Werner Lang                              | deutscher Automobilkonstrukteur                                                | 91    |              |
| 17. Juni | Barbara Sparti                           | US-amerikanische Tanzhistorikerin und Choreografin                             | 81    |              |
| 17. Juni | Leo Strasser                             | österreichischer Sportjournalist                                               | 84    |              |
| 17. Juni | Geoff Strong                             | englischer Fußballspieler                                                      | 75    |              |
| 17. Juni | Eberhard Weis                            | deutscher Historiker                                                           | 87    |              |
| 18. Juni | Otto Boll                                | deutscher Politiker                                                            | 92    |              |
| 18. Juni | Adriano Bompiani                         | italienischer Mediziner und Politiker                                          | 90    |              |
| 18. Juni | Olena Demydenko                          | ukrainische Biathletin                                                         | 28    |              |
| 18. Juni | Gerhard Fink                             | deutscher Altphilologe und Fachdidaktiker                                      | 78    |              |
| 18. Juni | Joseph Vernon Fougère                    | kanadischer Bischof                                                            | 70    |              |
| 18. Juni | Leo Führen                               | deutscher Sportfunktionär                                                      | 90    |              |
| 18. Juni | Garde Gardom                             | kanadischer Politiker                                                          | 88    |              |
| 18. Juni | Heide Grübl                              | österreichische Schauspielerin und Hörspielsprecherin                          | 75    |              |
| 18. Juni | Michael Hastings                         | US-amerikanischer Journalist                                                   | 33    |              |
| 18. Juni | Rozanne Levine                           | US-amerikanische Klarinettistin und Fotografin                                 | 67    |              |
| 18. Juni | Norman MacKenzie                         | britischer Erziehungswissenschaftler                                           | 91    |              |
| 18. Juni | Robert Meservey                          | US-amerikanischer Physiker                                                     | 92    |              |
| 18. Juni | Dave Petitjean                           | US-amerikanischer Schauspieler                                                 | 85    |              |
| 18. Juni | Alfred Planyavsky                        | österreichischer Kontrabassist und Musikhistoriker                             | 89    |              |
| 18. Juni | Michael Potter                           | US-amerikanischer Immunologe und Krebsforscher                                 | 89    |              |
| 18. Juni | Peter Royen                              | niederländischer Maler, Graphiker und Bildhauer                                | 90    | [ 14 ]       |
| 18. Juni | Ramón Sáez Marzo                         | spanischer Radrennfahrer                                                       | 73    |              |
| 18. Juni | Claudio Rocchi                           | italienischer Rockmusiker                                                      | 62    |              |
| 18. Juni | Kukoi Samba Sanyang                      | gambischer Politiker und Putschist                                             | 61    |              |
| 18. Juni | Joachim Stöckle                          | deutscher Politiker                                                            | 77    |              |
| 18. Juni | David Wall                               | britischer Ballettmeister und -tänzer                                          | 67    |              |
| 19. Juni | Eugen Böhringer                          | deutscher Automobilrenn- und -rallyefahrer                                     | 91    |              |
| 19. Juni | Chet Flippo                              | US-amerikanischer Musik-Journalist                                             | 69    |              |
| 19. Juni | Vince Flynn                              | US-amerikanischer Schriftsteller                                               | 47    |              |
| 19. Juni | James Gandolfini                         | US-amerikanischer Schauspieler                                                 | 51    |              |
| 19. Juni | Parke Godwin                             | US-amerikanischer Autor                                                        | 84    |              |
| 19. Juni | Gyula Horn                               | ungarischer Politiker                                                          | 80    |              |
| 19. Juni | Alois Hüser                              | deutscher Zeitungsverleger                                                     | 82    |              |
| 19. Juni | Dave Jennings                            | US-amerikanischer American-Football-Spieler                                    | 61    |              |
| 19. Juni | Miguel Morayta Martínez                  | spanischer Regisseur und Drehbuchautor                                         | 105   |              |
| 19. Juni | Wilfried Menghin                         | deutscher Prähistoriker und Museumsdirektor                                    | 71    |              |
| 19. Juni | Alexandru Mușina                         | rumänischer Dichter, Schriftsteller und Literaturwissenschaftler               | 59    |              |
| 19. Juni | Ólafur Rafnsson                          | isländischer Sportfunktionär                                                   | 50    |              |
| 19. Juni | Alfons Schilling                         | Schweizer Künstler                                                             | 79    |              |
| 19. Juni | Harald Strätz                            | deutscher Schriftsteller                                                       | 61    | [ 15 ]       |
| 19. Juni | Filip Topol                              | tschechischer Sänger und Songwriter                                            | 48    |              |
| 19. Juni | Slim Whitman                             | US-amerikanischer Country-Sänger                                               | 90    |              |
| 20. Juni | Tamara Amhoff-Windeler                   | deutsche Fotografin und Modedesignerin                                         | 67    |              |
| 20. Juni | Diosa Costello                           | US-amerikanische Schauspielerin                                                | 100   |              |
| 20. Juni | Karl Donhofer                            | österreichischer Antiquar                                                      | 90    |              |
| 20. Juni | Franz Xaver Eder                         | deutscher Bischof                                                              | 87    |              |
| 20. Juni | Friedhelm Ottfried Goepel                | deutscher Künstler und Kunsterzieher in Essen                                  | 85    |              |
| 20. Juni | Henry Köhler                             | deutscher Dokumentarfilmregisseur                                              | 49    |              |
| 20. Juni | Ingvar Rydell                            | schwedischer Fußballspieler                                                    | 91    |              |
| 20. Juni | Jimme Wallstreet                         | US-amerikanischer Rapper                                                       | 34    |              |
| 20. Juni | Lil Snupe                                | US-amerikanischer Rapper                                                       | 18    |              |
| 20. Juni | Maria Laura Moura Mouzinho Leite Lopes   | brasilianische Mathematikerin und Hochschullehrerin                            | 96    |              |
| 20. Juni | Flavio Mengoni                           | italienischer Rechtsanwalt und Politiker                                       | ≈84   |              |
| 20. Juni | Freddy Moreno Gómez                      | kolumbianischer Basketballspieler                                              | 54    |              |
| 20. Juni | Dicky Rutnagur                           | indischer Sportjournalist                                                      | 82    |              |
| 20. Juni | Jean-Louis Scherrer                      | französischer Modedesigner                                                     | 78    |              |
| 20. Juni | Hans-Jürgen Seelos                       | deutscher Mediziner                                                            | 60    | [ 16 ]       |
| 20. Juni | Günter Seibold                           | deutscher Fußballspieler                                                       | 76    |              |
| 20. Juni | Philip Slater                            | US-amerikanischer Autor und Dramaturg                                          | 86    |              |
| 20. Juni | Jeffrey Smart                            | australischer Maler                                                            | 91    |              |
| 20. Juni | Per Ung                                  | norwegischer Bildhauer                                                         | 80    |              |
| 20. Juni | John D. Wilson                           | britischer Trickfilmer                                                         | 93    |              |
| 20. Juni | Wu Zhengyi                               | chinesischer Botaniker                                                         | 97    |              |
| 21. Juni | Hermann Able                             | deutscher Weingärtner und Dichter                                              | 83    |              |
| 21. Juni | Charles L. Campbell                      | US-amerikanischer Tontechniker und -ingenieur                                  | 82    |              |
| 21. Juni | Diane Clare                              | britische Schauspielerin                                                       | 74    |              |
| 21. Juni | John L. Dotson                           | US-amerikanischer Journalist und Zeitungsverleger                              | 76    |              |
| 21. Juni | Dorothee Ehrensberger                    | deutsche Konzertveranstalterin                                                 | 88    | [ 17 ]       |
| 21. Juni | Margret Göbl                             | deutsche Eiskunstläuferin                                                      | 74    |              |
| 21. Juni | James P. Gordon                          | US-amerikanischer Physiker                                                     | 85    |              |
| 21. Juni | Heinz Heinen                             | deutsch-belgischer Althistoriker                                               | 71    |              |
| 21. Juni | Milorad Mišković                         | jugoslawischer bzw. serbischer Ballett-Tänzer und Choreograf                   | 85    |              |
| 21. Juni | Alen Pamić                               | kroatischer Fußballspieler                                                     | 23    |              |
| 21. Juni | Paul Porges                              | österreichischer Mediziner und Pionier in der Schmerztherapie in Österreich    | 81    |              |
| 21. Juni | Elliott Reid                             | US-amerikanischer Schauspieler                                                 | 93    |              |
| 21. Juni | Rolf Schubert                            | deutscher Maler und Grafiker                                                   | 81    |              |
| 21. Juni | Curtis W. Tarr                           | US-amerikanischer Historiker und Hochschullehrer                               | 88    |              |
| 22. Juni | Horst Bibergeil                          | deutscher Internist und Diabetologe                                            | 88    | [ 18 ]       |
| 22. Juni | Fernando Eduardo Carita                  | portugiesischer Schriftsteller                                                 | 52    |              |
| 22. Juni | Leandro Díaz                             | kolumbianischer Komponist                                                      | 85    |              |
| 22. Juni | Dieter Eschenbach                        | deutscher Journalist                                                           | 68    |              |
| 22. Juni | Sergio Focardi                           | italienischer Physiker                                                         | 80    |              |
| 22. Juni | Peter Fraser, Baron Fraser of Carmyllie  | britischer Jurist und Politiker                                                | 68    |              |
| 22. Juni | Henning Larsen                           | dänischer Architekt                                                            | 87    | [ 19 ]       |
| 22. Juni | Deric Longden                            | britischer Schriftsteller und Drehbuchautor                                    | 77    |              |
| 22. Juni | Georg Poetzsch-Heffter                   | deutscher Staatssekretär                                                       | 87    |              |
| 22. Juni | Konrad Rump                              | deutscher Politiker und Unternehmer                                            | 74    |              |
| 22. Juni | Wendy Saddington                         | australische Sängerin                                                          | 63    |              |
| 22. Juni | Wolf Silvester                           | deutscher Automobilrennfahrer                                                  | 55    |              |
| 22. Juni | Allan Simonsen                           | dänischer Automobilrennfahrer                                                  | 34    |              |
| 22. Juni | Javier Tomeo                             | spanischer Schriftsteller                                                      | 80    |              |
| 22. Juni | Jesús Humberto Velázquez Garay           | mexikanischer Bischof                                                          | 73    |              |
| 23. Juni | Jeanne Arland Peterson                   | US-amerikanische Jazzmusikerin                                                 | 91    |              |
| 23. Juni | Pat Ashton                               | britische Schauspielerin                                                       | 72    |              |
| 23. Juni | Peter Bankwitz                           | deutscher Geologe                                                              | 82    | (PDF; 16 kB) |
| 23. Juni | Bobby Bland                              | US-amerikanischer Bluessänger                                                  | 83    |              |
| 23. Juni | Alain Gibert                             | französischer Jazz-Musiker                                                     | 66    |              |
| 23. Juni | Gary David Goldberg                      | US-amerikanischer Filmproduzent, Drehbuchautor und Filmregisseur               | 68    |              |
| 23. Juni | Richard D. Mandell                       | US-amerikanischer Historiker, Kunstsammler, Langstreckenläufer und Triathlet   | 83    |              |
| 23. Juni | Heino Heiden                             | deutsch-kanadischer Balletttänzer und Choreograf                               | 89    |              |
| 23. Juni | Elis Juliana                             | niederländischer Dichter                                                       | 85    |              |
| 23. Juni | Frank B. Kelso II.                       | US-amerikanischer Admiral                                                      | 79    |              |
| 23. Juni | Kurt Leichtweiß                          | deutscher Mathematiker                                                         | 86    |              |
| 23. Juni | Little Willie Littlefield                | US-amerikanischer Pianist und Sänger                                           | 81    |              |
| 23. Juni | Richard Matheson                         | US-amerikanischer Autor                                                        | 87    |              |
| 23. Juni | Jianfeng Rao                             | chinesischer General und Bergsteiger                                           | 47    |              |
| 23. Juni | Darryl Read                              | britischer Musiker                                                             | 61    |              |
| 23. Juni | Henning Ritter                           | deutscher Journalist, Schriftsteller und Übersetzer                            | 69    |              |
| 23. Juni | Peter Šperka                             | slowakischer Bergsteiger und Alpinist                                          | 58    |              |
| 23. Juni | Sharon Stouder                           | US-amerikanische Schwimmerin                                                   | 64    | [ 20 ]       |
| 23. Juni | Frank Stranahan                          | US-amerikanischer Golfspieler                                                  | 90    |              |
| 23. Juni | Ihor Sverhun                             | ukrainischer Athlet und Bergsteiger                                            | 47    |              |
| 23. Juni | Meamea Thomas                            | kiribatischer Gewichtheber                                                     | 25    |              |
| 23. Juni | Chunfeng Yang                            | chinesischer Bergsteiger                                                       | 45    |              |
| 24. Juni | Mick Aston                               | britischer Archäologe                                                          | 66    |              |
| 24. Juni | Julio Balerio                            | uruguayisch-peruanischer Fußballspieler und -trainer                           | 55    |              |
| 24. Juni | Emilio Colombo                           | italienischer Politiker                                                        | 93    |              |
| 24. Juni | Dominique Constanza                      | französische Schauspielerin                                                    | 65    |              |
| 24. Juni | Joannes Gijsen                           | niederländischer Bischof                                                       | 80    |              |
| 24. Juni | Almut von Gladiß                         | deutsche Kunsthistorikerin und Museumskuratorin                                | 70    |              |
| 24. Juni | William Dodd Hathaway                    | US-amerikanischer Politiker                                                    | 89    |              |
| 24. Juni | Puff Johnson                             | US-amerikanische R&B-Sängerin                                                  | 40    |              |
| 24. Juni | James Martin                             | britischer Informatiker und Sachbuchautor                                      | 79    |              |
| 24. Juni | Ekkehard Meerwald                        | deutscher Ingenieur                                                            | 80    | (PDF; 11 kB) |
| 24. Juni | Alan Myers                               | US-amerikanischer Schlagzeuger                                                 | 58    |              |
| 24. Juni | Wadim Nestertschuk                       | ukrainischer Rallye-Fahrer                                                     | 42    |              |
| 24. Juni | Lilli Nielsen                            | dänische Psychologin                                                           | 86    |              |
| 24. Juni | Friedrich Obiditsch                      | deutscher Soziologe und Pädagoge                                               | 87    | [ 21 ]       |
| 24. Juni | Gigi Rizzi                               | italienischer Schauspieler                                                     | 69    |              |
| 24. Juni | Fritz Silken                             | deutscher Fußballspieler und -trainer                                          | 94    |              |
| 24. Juni | Vasile Tiță                              | rumänischer Boxer                                                              | 85    |              |
| 25. Juni | Sarah Charlesworth                       | US-amerikanische Künstlerin und Fotografin                                     | 66    |              |
| 25. Juni | Mark Fisher                              | britischer Architekt                                                           | 66    |              |
| 25. Juni | Robert E. Gilka                          | US-amerikanischer Fotojournalist                                               | 96    |              |
| 25. Juni | Walter Hörl                              | deutscher Mediziner                                                            | 68    |              |
| 25. Juni | Jim Hudson                               | US-amerikanischer American-Football-Spieler                                    | 70    |              |
| 25. Juni | Lau Kar-Leung                            | chinesischer Kampfsportler, Schauspieler und Regisseur                         | 78    |              |
| 25. Juni | Heinz Mielke                             | deutscher Publizist                                                            | 90    |              |
| 25. Juni | Harry Parker                             | US-amerikanischer Rudertrainer                                                 | 77    |              |
| 25. Juni | Otto Graf zu Rantzau-Breitenburg         | deutscher Politiker                                                            | 91    |              |
| 25. Juni | Pietro Reffi                             | san-marinesischer Politiker, Capitano Reggente                                 | 86    |              |
| 25. Juni | Brigitte Riethmüller                     | deutsche Buchhändlerin                                                         | 95    |              |
| 25. Juni | Peter Strieder                           | deutscher Kunsthistoriker                                                      | 99    | [ 22 ]       |
| 25. Juni | Heinz Thiebes                            | deutscher Karnevalist                                                          | 87    |              |
| 25. Juni | Václav Valeš                             | tschechoslowakischer Politiker                                                 | 91    |              |
| 25. Juni | Eberhard Wecker                          | deutscher Immunologe                                                           | 90    |              |
| 25. Juni | Miljeva Ypsilanti                        | österreichische Medizinerin und Kunstmäzenin                                   | 95    |              |
| 26. Juni | Akitsugu Amata                           | japanischer Schwertschmied                                                     | 85    |              |
| 26. Juni | Ole Arntzen                              | norwegischer Skispringer                                                       | ≈67   |              |
| 26. Juni | Kurt Bartels                             | deutscher Handballspieler und Handballtrainer                                  | 76    |              |
| 26. Juni | Anders Burman                            | schwedischer Jazzmusiker                                                       | 84    |              |
| 26. Juni | Hervé Boussard                           | französischer Radrennfahrer                                                    | 47    |              |
| 26. Juni | Henrik Otto Donner                       | finnischer Jazztrompeter und Komponist                                         | 73    |              |
| 26. Juni | Erik Dreesen                             | deutscher Bodybuilder und Kraftsportler                                        | 42    |              |
| 26. Juni | Herbert Harb                             | österreichischer Pädagoge                                                      | 68    |              |
| 26. Juni | Helmut Herbst                            | deutscher Kunsthistoriker                                                      | 67    |              |
| 26. Juni | Antonio Jasso                            | mexikanischer Fußballspieler                                                   | 78    | [ 23 ]       |
| 26. Juni | Adam Koppy                               | US-amerikanischer Ingenieur                                                    | 40    |              |
| 26. Juni | Erika Krauß                              | deutsche Fotografin                                                            | 96    |              |
| 26. Juni | Hans-Heinz Khünl-Brady                   | österreichischer Unternehmer                                                   | 81    |              |
| 26. Juni | Miguel Mansilla                          | uruguayischer Fußballspieler und -trainer                                      | 60    |              |
| 26. Juni | Dumitru Matcovschi                       | moldawischer Schriftsteller                                                    | 73    |              |
| 26. Juni | Sebastian Matz                           | deutscher Musiker                                                              | 40    |              |
| 26. Juni | Marc Rich                                | spanisch-israelischer Finanzinvestor und Rohstoffhändler                       | 78    |              |
| 26. Juni | Helmut Rische                            | deutscher Mediziner                                                            | 92    |              |
| 26. Juni | Bert Stern                               | US-amerikanischer Fotograf                                                     | 83    |              |
| 26. Juni | Gustav Vetter                            | österreichischer Politiker                                                     | 77    |              |
| 26. Juni | Rawleigh Warner Jr.                      | US-amerikanischer Manager                                                      | 92    |              |
| 27. Juni | Stefano Borgonovo                        | italienischer Fußballspieler                                                   | 49    |              |
| 27. Juni | John Brocklehurst                        | britischer Mediziner                                                           | 89    |              |
| 27. Juni | Arnaldo Carrilho                         | brasilianischer Diplomat und Cineast                                           | 76    |              |
| 27. Juni | Martin Decker                            | deutscher Architekt                                                            | 87    |              |
| 27. Juni | James Harmston                           | US-amerikanischer Sektengründer                                                | 72    |              |
| 27. Juni | Pierre Hemmer                            | Schweizer Manager und Unternehmer                                              | 63    |              |
| 27. Juni | Alain Mimoun                             | französischer Leichtathlet                                                     | 92    |              |
| 27. Juni | Josef Schmid                             | österreichischer Mathematiker                                                  | 88    |              |
| 28. Juni | João Alves                               | portugiesischer Bischof                                                        | 87    |              |
| 28. Juni | Matt Borne                               | US-amerikanischer Wrestler                                                     | 55    |              |
| 28. Juni | Marvin Herzog                            | kanadischer Sprachwissenschaftler, Professor für Jiddisch                      | 85    |              |
| 28. Juni | Ted Hood                                 | US-amerikanischer Yachtkonstrukteur, Segelmacher und Segler                    | 86    |              |
| 28. Juni | Peter Lehmann                            | australischer Unternehmer und Winzer                                           | 82    |              |
| 28. Juni | Erhard Lonscher                          | deutscher Politiker                                                            | 87    |              |
| 28. Juni | Kenneth Minogue                          | australischer Politikwissenschaftler                                           | 82    |              |
| 28. Juni | F. D. Reeve                              | US-amerikanischer Dichter und Übersetzter                                      | 84    |              |
| 28. Juni | Hans-Henning Schneidereit                | deutscher Unternehmer                                                          | 86    |              |
| 28. Juni | Helmuth Tades                            | österreichischer Jurist                                                        | 83    | [ 24 ]       |
| 28. Juni | Silvi Vrait                              | estnische Sängerin                                                             | 62    |              |
| 29. Juni | Rudi Dörrenbächer                        | deutscher Fußballspieler                                                       | 80    |              |
| 29. Juni | Sarah Guyard-Guillot                     | französische Artistin und Stuntfrau                                            | 31    |              |
| 29. Juni | Margherita Hack                          | italienische Astrophysikerin und Wissenschaftsjournalistin                     | 91    |              |
| 29. Juni | Jim Kelly                                | US-amerikanischer Kampfsportler und Schauspieler                               | 67    |              |
| 29. Juni | Victor Lundin                            | US-amerikanischer Schauspieler, Drehbuchautor und Produzent                    | 83    |              |
| 29. Juni | Ryūtarō Nakamura                         | japanischer Zeichentrickfilmregisseur                                          | 58    |              |
| 29. Juni | Satimschan Sanbajew                      | kasachischer Schriftsteller und Schauspieler                                   | 73    |              |
| 29. Juni | Paul Smith                               | US-amerikanischer Jazzpianist                                                  | 91    |              |
| 30. Juni | Alan Campbell, Baron Campbell of Alloway | britischer Politiker                                                           | 96    |              |
| 30. Juni | Richard Fehr                             | Schweizer Geistlicher                                                          | 73    |              |
| 30. Juni | Klaus Fiedler                            | deutscher Theaterregisseur                                                     | 74    |              |
| 30. Juni | Roger Kahane                             | französischer Regisseur                                                        | 80    |              |
| 30. Juni | Andrea Mamé                              | italienischer Automobilrennfahrer                                              | 41    |              |
| 30. Juni | Eric Marsh                               | US-amerikanischer Feuerwehrmann                                                | 43    |              |
| 30. Juni | Keith Seaman                             | australischer Politiker                                                        | 93    |              |
| 30. Juni | John Tiley                               | britischer Rechtswissenschaftler                                               | 72    |              |